# Eucharassus lingafelteri
Eucharassus lingafelteri är en skalbaggsart som beskrevs av Monné M. L. 2007. Eucharassus lingafelteri ingår i släktet Eucharassus och familjen långhorningar.
Artens utbredningsområde är Panama. Inga underarter finns listade i Catalogue of Life.